# Скакун (рід)
Скаку́н, пустельні тушканчики (Jaculus Erxleben, 1777) — рід гризунів з підряду мишовиді (Myomorpha) родини стрибакові (Dipodidae).

## Систематика
Рід був виділений в окрему групу Йоганом Еркслебеном в 1777 році і на сьогодні включає всього 3 види:
- Jaculus blanfordi
- Jaculus jaculus
- Jaculus orientalis

Іншими науковцями рід був виділений під іншими назвами:
- Haltomys (Brandt, 1844)
- Scirtopoda (Brandt, 1844)